# Mesochorus obliteratus
Mesochorus obliteratus är en stekelart som beskrevs av Dasch 1971. Mesochorus obliteratus ingår i släktet Mesochorus och familjen brokparasitsteklar. Inga underarter finns listade i Catalogue of Life.